# ヴァルヴァードの戦い
ヴァルヴァードの戦い（Battle of Valverde、1862年2月20日–2月21日）は、ニューメキシコ準州のヴァルヴァードの町とその周辺で戦われた、南北戦争のニューメキシコ作戦における大きなアメリカ連合国の成功であった。それにもかかわらず、のちの合衆国が大きく勝利したグロリエタの戦いの後に後退せざるを得なくなった。各勢力は、テキサスからの連合国騎馬隊とアリゾナ（実質的にはニューメキシコ南部）連合国志願兵からのいくつかの中隊と、対するは合衆国陸軍正規兵とニューメキシコ北部からの合衆国志願兵だった。
ヘンリー・ホプキンス・シブレー将軍は約2500名の旅団を率いてリオグランデ川を渡り、ニューメキシコのクレイグ砦の北、ヴァルヴァード近くの、河の東側の浅瀬に進み、合衆国軍(連邦軍)の砦とサンタフェにある本部との通信を遮断しようと望んだ。合衆国軍のエドワード・キャンビー中佐は、川を渡ってくる連合国の攻撃を未然に防ぐため、3200名の兵士とともにクレイグ砦を離れた。ちょうどその時、彼は彼らと向かい合って、キャンビーは急いで発砲を開始し、そして合衆国騎馬隊とわずかな歩兵隊と砲兵隊に川を越えさせて敵陣に送り込んだ。
連合国軍はオールドリオグランデの河川敷沿いのある場所に避難を求めて休止し、そこは非常に優れた防御陣地だった。すべての兵士が渡河した後、キャンビーは、正面攻撃は失敗に終わるとみて、連合国軍の左サイドから突撃することを決定して軍を配置した。しかしキャンビーの突撃前に、連合国軍が攻撃した。連邦軍は騎馬隊の突進で応戦したが、連合国軍の主力部隊は正面攻撃で圧迫し、砲兵隊の6台の砲台を捕らえて北軍の前線を破壊し、すぐに打ち負かした。キャンビーは素早く兵士を再編し、砦への避難を命令した。連合国側の援軍が到着し、シブレーが別の攻撃を仕掛けようとした時、キャンビーは死者と負傷者を片付けるために停戦を求めて白旗を上げた。シブレーは紳士的にこれに同意した。
この戦場の占有から連合国側は勝利を宣言したが、多くの死傷者に見舞われた。彼らはさらにアルバカーキとサンタフェを占領しようとしたが、しかし物資の欠乏によりたったの数ヶ月後にはニューメキシコ準州を去ることになった。連合国軍は作戦の起点となるテキサス州エルパソに避難をし、キャンビー率いる連邦軍はのちに新たな戦いを仕掛ける試みはなかった。